# Karl Demerer
Karl Demerer (geb. 10. Juni 1901 in Wien, gest. 19. Dezember 1973 in Tel Aviv) war österreichisch-polnischer Bankangestellter und von 1942 bis 1945 jüdischer Lagerältester im nationalsozialistischen Konzentrationslager Blechhammer, das zum Lagersystem von Auschwitz gehörte. Er hat sich in dieser Funktion menschlich verhalten und wurde postum von jüdischen Organisationen als Judenretter geehrt.

## Familie und Beruf
Karl Demerer wurde am 10. Juni 1901 in Wien geboren. Seine Eltern hießen Markus und Fanny geb. Steinberg. Er heiratete ca. 1928 Henia Grünbaum, Tochter eines polnischen Arztes in Sosnowiec, und ließ sich mit ihr dort nieder. Demerer arbeitete als Bankangestellter. Das Paar hatte zwei Kinder (Halina 1930–?, Heinrich 1931–?). In der Familie wurde Deutsch gesprochen.

## NS-Herrschaft
Nach dem Überfall der deutschen Wehrmacht wurde Karl zur polnischen Armee eingezogen, jedoch nach wenigen Wochen wieder entlassen, durfte aber nicht mehr arbeiten. Im Oktober 1939 (Datum nach Erinnerung des Sohnes Heinrich) oder 1940 (Glueckstein, s. Lit.) wurde er von den deutschen Besetzern festgenommen und in verschiedene Arbeitslager gesperrt, in Günthersdorf, Rogau, Annaberg und Ottmuth. Am 24. März 1942 gelangte der 40-Jährige in das Lager Blechhammer und wurde dort, wohl aufgrund seiner deutschen Muttersprache, zum Lagerältesten ernannt. Er blieb in dieser Funktion, als das Lager im Juni 1942 in der Nähe größer neu errichtet wurde. Mithilfe eines ihnen gegenüber freundlichen SS-Offiziers, den Heinrich als „Sturmbannführer Ludwig“ erinnert, konnten die Eheleute Nachrichten austauschen. Im Herbst 1942 wurde auch Karls Familie interniert, zuerst im neu eingerichteten Ghetto Sosnowitz-Schrodula, im Mai 1943 dann auf Vermittlung Ludwigs ebenfalls in Blechhammer.
Die Häftlinge in Blechhammer waren überwiegend oberschlesische Juden, darunter auch Kinder. Als 22 Kinder im Sommer 1943 zur Ermordung in das Vernichtungslager Auschwitz-Birkenau abtransportiert werden sollten, gelang es Demerer und einem zivilen Oberingenieur namens Mertens, dies abzuwenden, indem sie die Deutschen davon überzeugten, es handle sich um wertvolle Arbeitskräfte. Mertens erfand für die zehn- bis zwölfjährigen Kinder leichte und letztlich sinnlose Tätigkeiten, beispielsweise das Abschmirgeln von rostigen Nägeln.
Im April 1944 übernahm die SS das Lager Blechhammer in die Verwaltung von Auschwitz und tätowierte den Gefangenen entsprechende Nummern; Karl Demerer erhielt die Nummer 176.951. Als sich herausstellte, dass 102 weibliche Häftlinge früher schon tätowiert worden waren und dabei Duplikate entstanden waren, sollten die Frauen allein deshalb getötet werden. Demerer bestach den Lagerführer mit Geld und Wertsachen, um dies zu verhindern. Schließlich konnten sie als „notwendige Arbeitskräfte“ bleiben. Später sollte Demerer 100 weibliche Häftlinge zur Verlegung in ein Frauenlager auswählen und konnte dies ohne Aufruhr nur erreichen, indem er seine eigene Frau und Tochter oben auf die Liste setzte. Mutter und Tochter wurden deshalb zusammen mit den anderen Frauen nach Peterswaldau in Niederschlesien verlegt; nur der Sohn blieb bei Karl.
Während des Vordringens der Roten Armee wurde das Lager Blechhammer am 21. Januar 1945 geräumt. Karl und Heinrich wurden zunächst nach Groß-Rosen, dann einige Tage später weiter nach Buchenwald transportiert. In Groß-Rosen wurde Karl am 2. Februar als Elektriker vermerkt. Im April 1945 wurden sie unter zunehmend unmenschlichen Bedingungen nach Flossenbürg in Bayern geschafft und von dort auf einen der später so bezeichneten Todesmärsche in südlicher Richtung, vermutlich mit dem Ziel Dachau. Die beiden Demerers gehörten zu den wenigen Überlebenden des Zugs, die schließlich in der Gegend von Stamsried von US-Soldaten befreit und gerettet wurden. Nach Heinrichs Erinnerung wurden ihm als dem einzigen Kind in der Kolonne von deutschen Zivilisten und selbst Bewachern immer wieder Lebensmittel zugesteckt, die er mit seinem Vater teilen konnte.
Henia und Halina überlebten in Peterswaldau und trafen nach Kriegsende in Roding wieder mit Karl und Heinrich zusammen. Die Familie lebte später in Bayreuth und wanderte 1961 nach Israel ein.

## Ehrung
Andere Überlebende aus Blechhammer, darunter Emanuel Wajnblum, Maria Rajs-Skowron, Gita Brandszedter-Szulberg und Motek Buchbinder, berichteten nach dem Krieg, wie Demerer ihnen im Lager geholfen oder ihnen sogar das Leben gerettet habe. Im Gegensatz zu anderen Lagern sei das Arbeitslager Blechhammer geradezu „das Paradies“ gewesen. Der Jüdische Nationalfonds und B’nai B’rith verliehen ihm 2018 die Jewish Rescuer’s Citation (etwa: Ehrung für jüdische Retter), die seine Enkelin stellvertretend im Wald der Märtyrer entgegennahm.